# Turó de Can Domènec
El Turó de Can Domènec és una muntanya de 201 metres que es troba al municipi de Llagostera, a la comarca catalana del Gironès.